# 2022년 동계 올림픽 스피드스케이팅 여자 500m
2022년 동계 올림픽 스피드스케이팅 여자 500m 경기는 2022년 2월 13일 중화인민공화국 베이징 국가 스피드 스케이팅 체육장에서 열렸다. 경기 결과 미국의 에린 잭슨이 우승을 차지하였으며, 개인 첫 올림픽 금메달을 획득하였다. 에린 잭슨은 스피드스케이팅에서 우승을 차지한 최초의 여성 흑인 선수이기도 하다. 은메달은 일본의 다카기 미호, 동메달은 러시아올림픽위원회의 안젤리나 골리코바에게 각각 돌아갔으며 두 사람 모두 이번이 첫 올림픽 메달이다.
지난 평창 동계올림픽 대회 우승자는 일본의 고다이라 나오이며 올림픽 기록 보유자이기도 하다. 평창 동계올림픽 은메달리스트인 대한민국의 이상화는 이번 대회를 앞두고 은퇴하였으나, 본 대회 경기 시점에서도 세계신기록 보유자로 남았다. 동메달리스트인 체코의 카롤리나 에르바노바도 은퇴하였다. 2021년 세계 종목별 스피드스케이팅 선수권 대회 500m 종목에서는 안젤리나 골리코바가 우승을 차지했으며, 펨케 콕과 올가 파트쿨리나가 은메달과 동메달을 각각 차지했다. 올림픽 직전 2021-22 ISU 스피드스케이팅 월드컵의 500m 종목 8차례 경기에서는 에린 잭슨이 선두를 달렸으며, 안젤리나 골리코바가 2위, 고다이라 나오가 3위를 차지했다. 시즌 최고기록은 2021년 12월 11일 캐나다 캘거리 대회에서 골리코바 선수가 달성한 36초 66이다.
4조에서 다카기 선수가 37초 12의 기록으로 선두를 점했고, 바네사 헤어초크가 0.16초 뒤져 2위에 올랐다. 이후 13조에서 골리코바 선수가 37초 21을 기록, 2위 자리에 새롭게 올랐다. 14조에서는 잭슨 선수가 다카기 선수의 기록을 넘어서 1위가 되었으며 헤어초크 선수는 순위권 밖으로 밀려났다. 이후 마지막조까지 순위가 바뀌지 않았다.

## 예선
여자 500m에는 총 30명의 선수가 진출할 수 있으며, 한 국가당 최대 3명까지 출전하도록 되어 있다. 2021-22 ISU 스피드스케이팅 월드컵에서 상위 20위에 오른 선수들이 우선 출전권을 부여받고, 나머지 출전권을 부여받지 못한 선수들의 순위를 따져 상위 10위까지 부여하게 된다. 선수 3명을 모두 내보내는 국가는 월드컵 랭킹만을 기준으로 선정하게 된다.
2021년 7월 1일 올림픽 출전 기준기록이 발표되었는데 39초 50으로, 지난 2018년 평창 때와 동일했다. 각 선수들은 국제빙상연맹 (ISU)이 공인한 대회에 출전해 해당 기록을 달성해야 하며, 기한은 2021년 7월 1일부터 2022년 1월 16일까지이다.

## 기록
경기 직전의 세계 기록과 올림픽 기록은 다음과 같다.
| 유형 | 선수                | 기록  | 장소                | 날짜             |
| ---- | ------------------- | ----- | ------------------- | ---------------- |
|      | 이상화 (KOR)        | 36.35 | 미국 솔트레이크시티 | 2013년 11월 16일 |
|      | 고다이라 나오 (JPN) | 36.94 | 대한민국 강릉시     | 2018년 2월 18일  |

## 결과
경기가 아직 열리지 않았다.
| 순위 | 조 | 레인 | 이름                       | 국가                 | 시간   | 차이  | 비고 |
| ---- | -- | ---- | -------------------------- | -------------------- | ------ | ----- | ---- |
| 1    | 14 | I    | 에린 잭슨                  | 미국                 | 37.04  | —     |      |
| 2    | 4  | O    | 다카기 미호                | 일본                 | 37.12  | +0.08 |      |
| 3    | 13 | I    | 안젤리나 골리코바          | 러시아 올림픽 위원회 | 37.21  | +0.17 |      |
| 4    | 4  | I    | 바네사 헤어초크            | 오스트리아           | 37.28  | +0.24 |      |
| 5    | 7  | O    | 유타 레이르담              | 네덜란드             | 37.34  | +0.30 |      |
| 6    | 9  | I    | 펨커 콕                    | 네덜란드             | 37.39  | +0.35 |      |
| 7    | 10 | O    | 김민선                     | 대한민국             | 37.60  | +0.56 |      |
| 8    | 11 | O    | 다리아 카차노바            | 러시아 올림픽 위원회 | 37.65  | +0.61 |      |
| 9    | 14 | O    | 카야 지오메크              | 폴란드               | 37.70  | +0.66 |      |
| 10   | 15 | I    | 올가 파트쿨리나            | 러시아 올림픽 위원회 | 37.76  | +0.72 |      |
| 11   | 15 | O    | 안젤리카 부이치크          | 폴란드               | 37.78  | +0.74 |      |
| 12   | 7  | I    | 진징쥐                     | 중화인민공화국       | 37.88  | +0.84 |      |
| 13   | 8  | O    | 미헬러 더용                | 네덜란드             | 37.97  | +0.93 |      |
| 14   | 12 | I    | 톈 루이닝                  | 중화인민공화국       | 37.982 | +0.94 |      |
| 15   | 10 | I    | 고 아리사                  | 일본                 | 37.983 | +0.94 |      |
| 16   | 5  | O    | 브리트니 보                | 미국                 | 38.04  | +1.00 |      |
| 17   | 13 | O    | 고다이라 나오              | 일본                 | 38.09  | +1.05 |      |
| 18   | 11 | I    | 키미 고츠                  | 미국                 | 38.25  | +1.21 |      |
| 19   | 12 | O    | 하나 니판타바              | 벨라루스             | 38.30  | +1.26 |      |
| 20   | 6  | I    | 예카테리나 아이도바        | 카자흐스탄           | 38.54  | +1.50 |      |
| 21   | 5  | I    | 마샤 휴디                  | 캐나다               | 38.79  | +1.75 |      |
| 22   | 9  | O    | 브루클린 맥더걸            | 캐나다               | 38.84  | +1.80 |      |
| 23   | 3  | O    | 마르티네 립스루드          | 노르웨이             | 38.95  | +1.91 |      |
| 24   | 2  | O    | 줄리 니스타드 삼손센       | 노르웨이             | 39.02  | +1.98 |      |
| 25   | 3  | I    | 니콜라 즈드라할로바        | 체코                 | 39.18  | +2.14 |      |
| 26   | 6  | O    | 황위팅                     | 중화 타이베이        | 39.23  | +2.19 |      |
| 27   | 2  | I    | 산드리네 타스              | 벨기에               | 39.37  | +2.27 |      |
| 28   | 8  | I    | 히더 맥린                  | 캐나다               | 39.31  | +2.33 |      |
| 29   | 1  | I    | 미하엘라 호가슈            | 루마니아             | 39.45  | +2.41 |      |
| 30   | 1  | O    | 마리아 빅토리아 로드리게스 | 아르헨티나           | 39.70  | +2.66 |      |

- i : 안쪽 레인(인 코스)에서 출발.
- o : 바깥쪽 레인(아웃 코스)에서 출발.

## 범례
|  | 세계 신기록                  |  |                   | 아프리카 신기록 |                      | Q | 예선 통과 |
|  | 올림픽 신기록                |  | 북아메리카 신기록 | DNS             | 경기를 시작하지 않음 |   |           |
|  |                              |  | 아시아 신기록     | DNF             | 경기를 마치지 않음   |   |           |
|  | 국가 신기록                  |  | 유럽 신기록       | DSQ             | 실격                 |   |           |
|  | 개인 최고 기록 (개인 신기록) |  | 오세아니아 신기록 | WD              | 기권                 |   |           |
|  | 시즌 최고 기록 (시즌 신기록) |  | 남아메리카 신기록 | NM              | 기록 없음            |   |           |